# Children of Bodom
Children of Bodom je finska melodic death metal skupina iz mesta Espoo.

## Biografija
Spomladi 1993 sta se Alexi Laiho in Jaska Raatikainen odločila, da bosta ustanovila death metal skupino, takrat še pod imenom Inearthed. Alexi je bil zelo nadarjen kitarist, ki je prevzel tudi vokale, Jaska je bil bobnar, prvi basist skupine pa je bil Samuli Miettinen. Avgusta 1994 so Inearthed v Munkkiniemen studiu posneli svoj prvi demo Implosion of Heaven, ki je vseboval tri pesmi in outro. Alexi je napisal glasbo, Samuli pa besedila. Leta 1995 sta Alexi in Jaska posnela drugi demo, imenovan Ubiguitous Absence of Remission, snemala pa sta v svetovno znanem Astia studiu pod nadzorom Anssi Kippa. Miettinen pri snemanju ni sodeloval, a se je takrat še vedno štel za člana skupine, saj je napisal besedila za vse pesmi. Laiho in Raatikainen sta se pri drugem demo posnetku odločila, da bosta v pesmi dodala klaviature, ki sta jih igrala oba, ena pesem pa je vključevala celo ženski vokal. Tudi ta izdelek je vseboval tri pesmi in outro, glasba pa je bila bolj v stilu melodičnega death metala kot pa na prvem demu. Po snemanju se je skupini pridružil Raatikainenov prijatelj, kitarist Alexander Kuoppala.
V začetku leta 1996 je Miettinen zapustil Inearthed, skupini pa sta se pridružila basist Henkka Seppala in klaviaturist Jani Pera Pirisjoki. Obnovljena skupina je februarja istega leta posnela tretji demo z naslovom Shining. Spet so snemali v Astia studiu, producent pa je bil spet Anssi Kippo. Inearthed so odigrali nekaj manjših koncertov v klubih njihovega mesteca Espoo in na enem manjšem metal festivalu v mestu Lappeenranta. Skupina je bila takrat zaradi neuspeha tik pred razpadom, a odločili so se nadaljevati skupno glasbeno pot.
Leta 1997 so Inearthed razposlali njihov najnovejši demo številnim založbam, vendar nobena od njih ni bila navdušena nad posnetki in se ni zanimala zanje (saj so bili le še ena izmed skupin v morju melodičnih death metalcev). Tako so se odločili narediti korak naprej. Zopet so se zbrali v Astia studiu in pričeli s snemanjem novega materiala za njihov debitantski album. Odpuščen je bil klaviaturist Jani Pera Pirisjoki, saj so potrebovali nekoga boljšega. Datum za snemanje v studiu je bil določen in skupina je morala najti hitro zamenjavo. Jaska se je spomnil prijatelja iz srednje šole Janneja Wirmanka, ki takrat še ni bil v metal vodah, vendar je bil zelo nadarjen pianist. Ostalim članom je bil Janne in njegovo igranje zelo všeč, zato so povabili k sodelovanju za nedoločen čas.
Postava je bila tako sestavljena in pripravljena na snemanje sedmih novih pesmi za njihov prvenec Something Wild. Album so financirali sami, saj še niso imeli nobene pogodbe s kakšno založbo. Snemanje je stalo okrog 3500 evrov, kar je bil velik zalogaj - sploh po mlačnem odzivu občinstva na prejšnje izdelke. Na novo so posneli tudi njihovo starejšo pesem Talking of the Trees, ki so jo posneli na njihovem tretjem demu. Odločili so se, da je vendarle ne posnamejo na prvenec, saj ne bi dosegla kvalitete ostalih sedmih pesmi. Le-te je vse napisal Alexi, le za eno pesem je bilo napisano besedilo, pri ostalih so besede iz ust letele na pamet. Stil glasbe na albumu Something Wild je težko opisati, saj vključuje elemente speed, black, death in heavy metal glasbe s kar nekaj vplivi klasične glasbe. Po produciranju albuma so dobili, takrat še vedno pod imenom Inearthed, ponudbo neke belgijske založbe, ki pa se je izkazala za slabo, saj sama ni zmogla niti stroškov snemanja in promoviranja albuma. Skupini tako ni preostalo nič drugega, kot da na lastno pest proda 1000 izvodov albuma.
Preko Kuoppale in Samija Tenetze je kopijo albuma v roke dobil Ewo Rytkonen, ki je bil zaposlen pri finski zalozbi Spinefarm Records. Izdelek mu je bil tako všeč, da je skupini ponudil pogodbo dva dni za tem, ko je preposlušal album. Fantje so tako imeli dobro pogodbo že v žepu, vendar so bili še vedno zavezani pri belgijski založbi. Vendar so se znašli, belgijcem so rekli, da je skupina Inearthed razpadla, delo pa so nadaljevali pri Spinefarm Recordsu pod novim imenom. Skupina je tako spremenila ime v Children of Bodom in podpisala pogodbo za 3 albume. Novo ime jim je predlagal manager založbe, ko je slučajno videl v telefonskem imeniku ime jezero Bodom (tam se je zgodil eden najbolj ravzpitih množičnih umorov v finski zgodovini). Založba jim je plačala celo za nazaj - za snemanje albuma Something Wild.
Novembra 1997, po izdaji albuma Something Wild, so se odpravili na snemanje svojega prvega videospota, za pesem Deadnight Warrior. V snemanje so vložili manj kot 1000 evrov, a jim je pod režijo Mikea Lindberga uspelo posneti videospot. Snemali so ponoči pri -15 °C.
Decembra 1997 so odigrali kot predskupina slavnim Dimmu Borgir, to je bil prvi koncert z novo zasedbo in novim imenom. Na koncertu je bil tudi član nemške založbe Nuclear Blast. Pozneje so preko njih album izdali po vsej Evropi. Children of Bodom so tako postajali vedno bolj pomembni člen finske underground scene.
2. februarja 1998 je Something Wild izšel še v drugih državah po Evropi (Nuclear Blast) in na Japonskem (Toys Factory). Takrat je napočil čas za prvo resnejšo turnejo za fante. 3. marca so se odpravili na Nuclear Blast turnejo, skupaj z Disbelief, Crack Up, Night in Gales, Agathodaimon, Covenant, Hypocrisy in Benediction. Na žalost se Janne zaradi izpitov ni mogel udeležiti turneje, tako da je njegovo mesto za klaviaturami prevzela Erna Siikavirta. Turneja je bila za fante dokaj uspešna, saj so bili predskupina kar nekaj večjim bandom ter so si iz koncerta na koncert zvesto pridobivali privržence. Medtem se je album Something Wild po svetu prodal v zavidljivem številu - 17.000 izvodov.
Kasneje istega leta so v Astia Studiu posneli dve novi pesmi - Towards Dead End in preprosto naslovljeno skladbo Children of Bodom, ki so jo izdali kot single. Le-ta se je uspešno prodajal ter dosegel zlato naklado.
Avgusta 1998 je skupina prvič nastopila na nemškem Wacken open air festivalu. Tokrat je bil zraven Janne in skupaj so odigrali odličen koncert ter tako navdušili še vec novih oboževalcev. Na začetku septembra so Children of Bodom prvic v živo odigrali novo pesem, naslovljeno Forevermore, ki je danes znana pod imenom Downfall.
Po tem je septembra sledila še ena Nuclear Blast turneja in Children of Bodom so igrali na vseh koncertih turneje. To je bila druga evropska turneja, ki je promovirala prvi album. Preigravali so tudi novo pesem Towards Dead End, ki jo je bilo moč slišati tudi na nekaterih poletnih festivalih. Na tej turneji se je ponovila zgodba - Janne se zaradi šole ni mogel pridružiti skupini, tako da ga je na odru nadomestila Kimberly Goss - bivša klaviaturistka Dimmu Borginov.
Kljub težkem koncertnemu letu je Alexi našel čas za pisanje in ustvarjanje novih pesmi za novi album, ki so ga snemali v Astia Studiu do januarja 1999. Sredi leta 1998 so že posneli 5 demo posnetkov. Dve prej posneti pesmi, Children of Bodom in Towards Dead End, so skupaj s sedmimi novimi pesmimi in dvema priredbama posneli še enkrat. Ena izmed priredb je bila pesem finskih thrash legend Stone - No Commands. Druga priredba, skladba Hellion skupine W.A.S.P., jim ni bila všeč, zato je niso izdali. Sprva so hoteli album poimenovati Towards Dead End, vendar so se rajši odločili za ime Hatebreeder. Dva tedna pred izdajo albuma na Finskem so izdali še single Downfall skupaj s priredbo No Commands. Za pesem Downfall so posneli tudi videospot, katerega je spet režiral Mika Lindberg. Nekaj mesecev kasneje je album Hatebreeder izšel po celem svetu ter hitro zajadral na vrhove glasbenih lestvic. CoB so s tem albumom dosegli pravo mero hitrosti, agresivnosti in melodičnosti.
Pred njihovo tretjo turnejo po Evropi so dobili odlično ponudbo za nekaj julijskih koncertov na Japonskem - skupaj s skupinama Sinergy in In Flames. Vsi koncerti so bili razprodani, publika 1500 ljudi pa je naredila fantastično vzdušje. Spinefarm so prišli na dan z idejo, da bi CoB posneli njihove koncertne nastope. Po montaži teh posnetkov so bili fantje navdušeni nad slišanim, zato so se kar dogovorili o izdaji tretjega albuma Tokyo Warhearts, ki je bil torej posnet v živo. Album je izšel oktobra, še prej, septembra, pa so se odpravili na tretjo evropsko turnejo; tokrat s priznanima skupinama Arch Enemy in Dark Tranquillity ter znanci iz Japonske turneje In Flames.
Decembra 1999 so se fantje spet odpravili v Astia Studio, kjer so posneli dve novi priredbi, in sicer Don't Stop at the Top skupine Scorpions ter skladbo Waiting skupine King Diamond. Konec februarja 2000 so posneli novo pesem Hate Me!, ki so jo izdali kot single, na katerega so dodali tudi novo verzijo priredbe Hellion. Izdelek je šel na trg maja 2000 in se je prodajal zelo dobro, dosegel je celo platinasto naklado. Julija je skupina nastopala na finskih festivalih kot so Tuska Open air in Ilosaari Rock, kjer so igrali tudi njihovo najnovejšo pesem.
Nov album naj bi bil posnet že do konca aprila, vendar so snemanje prestavili na avgust, saj so se odločili za spremembo - album so posneli v Tagtgrenovemu Abyss Studiu na Švedskem, saj so se hoteli rešiti tipične finske čiste produkcije. Pred tem so se prvič pojavil tudi v ZDA, kjer so odigrali koncert na znanem Milwaukee Metalfestu. V studiu so delali od avgusta do septembra in snemali 6 dni na teden - po 9 ur na dan. Posnetih je bilo osem novih pesmi, med njimi tudi Kissing the Shadows, ki je bila napisana kar med snemanjem v studiu. Na novo so posneli tudi njihov single hate me! in priredbo skladbe Ozzyja Osbournea Shot in the Dark. Spet so posneli videospot, tokrat za pesem Everytime I Die. Novi album z naslovom Follow the Reaper je izšel na Finskem 30. oktobra in v preostalem svetu 22. januarja naslednje leto.
Po izdanem albumu so se CoB odpravili na svojo do sedaj največjo turnejo. Udeležili so se turneje Nuclear Fire/Led by the Reaper, kjer so bili glavna točka, poleg skupine Primal Fear, po evropskem delu turneje pa jih je spremljala (pred)skupina Sacred Steel. Po končani dvomesečni turneji so se odpravili še v Korejo in na Japonsko. Načrtovana je bila tudi turneja po ZDA, vendar je bila zaradi šolskih obveznosti Henkka in Jaska odpovedana.
Sredi leta 2001 se je skupina spet odpravila v Astia studio, kjer so posneli dve priredbi - thrash metal legendo Silent Scream (Slayer) in Iron Maiden priredbo Aces High. Po azijski turneji so odigrali še osem koncertov v Južni Ameriki in na poljskem Mystic festivalu. Oktobra pa so se fantom uresničile sanje - v italiji so nastopili kot predskupina ameriskim thrasherjem Slayer. Decembra so odigrali še nekaj koncertov po njihovi domovini, potem pa se je skupina odločila za krajši počitek.
Leta 2002 je končno napočil čas za snemanje novega singla, snemali so ponovno v Astia Studiu. Singel je vseboval novo pesem You're Better off Dead! in punk priredbo Somebody Put Something in my Drink od Ramonesov, izdali pa naj bi ga 1. julija isto leto. Nekoliko se je zavleklo, saj so fantje iskali novo založbo. Po treh albumih izdanih pri založbi Spinefarm so fantje želeli preizkusiti nekaj novega, vendar so še ostali zaradi tega, ker je velika založba Universal kupila njihovo Spinefarm. Prekinili pa so pogodbo z Nucler Blastom. Singel so na finskem izdali 17. septembra, po tem pa so igrali na treh evropskih metal festivalih - Dynamo, Wacken Open Air in Metaldayz. Na teh festivalih so preigravali še eno novo pesem, imenovano Needled 24/7. Kasneje so se še enkrat ustavili v Astia Studiu, kjer so pričeli s snemanjem dolgo pričakovanega četrtega studijskega albuma. Nove pesmi so zvenele najbolj surovo in brutalno do zdaj, skupina pa se je prvič odločila tudi za snemanje dvojnih kitarskih riffov.
7. januarja 2003 je na finskem je uradno izšel novi album, imenovan Hate Crew Deathroll. Ostali svet je na izdajo albuma čakal še dobre tri mesece, v tem obdobju pa je skupina posnela prvi videospot z novega albuma, in sicer za pesem Needled 24/7. Nad videospotom so bili razočarani, saj je režiser o vsem odločal sam in brez posvetovanja s skupino v spot postavil cirkuške šotore in balerine.
13. januarja so se odpravili v Headline Studio, kjer so posneli pesem Latomeri - novo priredbo finskih punk legend Klamydia. Določeni so bili tudi že datumi za novo, oziroma prvo pravo headlinersko turnejo po Evropi, februarja pa so odigrali tudi nekaj koncertov na Japonskem, kot predskupina Robu Halfordu. Med koncertiranjem pa so na domačem finskem prodali 15000 izvodov novega albuma in tako dosegli prvo zlato naklado studijskega albuma.
10. marca, po izdaji novega albuma še drugod po svetu, so se skupaj s Soilwork in američani Shadows Fall odpravili na turnejo, imenovano Hate Crew Rolling Over Europe 2003. Cela turneja je požela velik uspeh, saj je bil skoraj vsak koncert razprodan. CoB so igrali 90 minutne koncerte, ki so vključevali kitarski solo spopad (Alexi in Janne) ter bobnarski solo. Poletje je bil čas za igranje na madžarskem Summer Rocks festivalu in finskem Tuska open air festivalu.
14. julija pa je napočil velik šok za vse privržence (tudi za skupino samo) - Alexander se je odločil zapustiti skupino, ker v tem delu ni več užival. Nastop na Tuska open air festivalu je bil njegov poslovilni koncert za vse finske oboževalce. Kljub temu, da je Alexander zapustil band, so imeli CoB že potrjene koncertne datume po Ameriki in na Japonskem - nekako so morali dokončati svetovno Hate Crew Deathroll turnejo, zato so morali najti drugega kitarista. Tukaj je vskočil Alexijev idol, legenda Roope Latvala. V dveh tednih, do nastopa v Moskvi, se je moral naučiti vse njihove pesmi, ki so jih preigravali na koncertih.
Septembra so (samo) na Japonskem, preko založbe Toys Factory, izdali prvi Best of album, ki nosi naslov Bestbreeder - from 1997 - 2000. Album vključuje pesmi s prvih treh albumov, poleg teh pa so na album posneli še novo priredbo - Rebel Yell (od Billya Idola), ki so jo posneli v Wirmanovem Beyond Abilities Studiu. Rebel Yell je prva pesem posneta brez Kuoppale - posneli so jo preostali štirje člani skupine. 5. septembra so se fantje skupaj s Soilwork vrnili na Japonsko, njihovi koncerti pa so prvič vključevali trojni solo spopad (Alexi, Janne in Roope). Po koncu te uspešne turneje je skupina posnela še en videospot, tokrat za njihovo najljubšo pesem z novega albuma - Sixpounder. Čeprav Alexander ni bil več član skupine je vseeno nastopil v videospotu, kar je bilo v veliko zadovoljstvo in presenečenje za oboževalce.
7. novembra so se odpravili še na obljubljeno ameriško turnejo, ki je vključevala 30 koncertov, skupaj z Dimmu Borgir, Nevermore in Hypocrisy. Čeprav so imeli le pol ure časa in so po navadi odigrali le šest pesmi, je občinstvo norelo ob vsakem koncertu.
Leta 2004 je Roope sodeloval tudi pri snemanju singla Trashed, Lost & Strungout in je sedaj reden član skupine.

## Zasedba

### Trenutna zasedba
- Alexi Laiho - vokal, solo kitara
- Roope Latvala - ritem kitara
- Janne Viljami Wirman - klaviature
- Henkka Blacksmith - bas kitara
- Jaska Raatikainen - bobni

### Nekdanji člani
- Alexander Kuoppala - ritem kitara
- Jani Pirisjoki - klaviature
- Samuli Miettinen - bas kitara
- Henkka Seppälä - bas kitara

## Diskografija
- Implosion of Heaven (demo, 1994)
- Ubiquitous Absence of Remission (demo, 1995)
- Shining (demo, 1996)
- Children of Bodom (single, 1997)
- Something Wild (1997)
- Downfall (single, 1998)
- Hatebreeder (1999)
- Tokyo Warhearts (v živo, 1999)
- Hate Me! (single, 2000)
- Follow the Reaper (2001)
- You're Better Off Dead! (single, 2002)
- Hate Crew Deathroll (2003)
- Needled 24/7 (LP single, 2003)
- Bestbreeder from 1997 to 2000 (best of, 2003)
- Trashed, Lost & Strungout (single, 2004)
- Trashed, Lost & Strungout (DVD EP, 2004)
- Trashed, Lost & Strungout (EP, 2004)
- In Your Face (single, 2005)
- Are You Dead Yet? (2005)
- In Your Face (DVD single, 2005)
- Chaos Ridden Years (v živo, 2006)
- Chaos Ridden Years - Stockholm Knockout Live (DVD, 2006)
- Blooddrunk (single, 2008)
- Blooddrunk (2008)
- Relentless Reckless Forever (2011)
- Halo of Blood (2013)
- I Worship Chaos (2015)
- Hexed (2019)

### Priredbe znanih pesmi
- Aces High (Iron Maiden)
- Antisocial (Trust/Anthrax)
- Bed of Nails (Alice Cooper)
- Don't Stop at the Top (Scorpions)
- Ghost Riders In The Sky (Stan Jones)
- Hellion (W.A.S.P.)
- Just Dropped In (Kenny Rogers)
- Latomeri (Klamydia)
- Lookin' Out My Back Door (Creedence Clearwater Revival)
- Mass Hypnosis (Sepultura)
- No Commands (Stone)
- Oops... I Did It Again! (Britney Spears)
- Rebel Yell (Billy Idol)
- She Is Beautiful (Andrew W. K.)
- Shot In the Dark (Ozzy Osbourne)
- Silent Scream (Slayer)
- Somebody Put Something In My Drink (Ramones)
- Talk Dirty To Me (Poison)
- War Inside My Head (Suicidal Tendencies)

Kljub splošnemu prepričanju, Children of Bodom nikoli niso priredili skladbe The Trooper (Iron Maiden). Prav tako niso nikoli priredili pesmi The Final Countdown (Europe).